# 中村金吾
中村 金吾（なかむら きんご、生没年不詳）は、壬生浪士組、新選組隊士。
備中国出身。文久3年（1863年）4月頃に壬生浪士組に加入し、同月25日の「幕府提出上書署名者一覧」に名前を連ねる。同年の八月十八日の政変に参加。
『浪士文久報国記事』によれば、８月下旬、四条堀川の米屋に、３人組の押し入り強盗が入ったとの通報があり、壬生浪士が駆けつける。
永倉新八、斎藤一、平山五郎、中村金吾、山野八十八の5名であった。強盗が鉄砲を所持しているとは知らずに中に入ると発砲されるが残らず強盗を討ち取る。この際、平山五郎と中村が負傷したという。
同年の八月十八日の政変に参加。元治元年（1864年）6月5日に起きた池田屋事件では土方歳三隊に所属、参戦し褒賞金15両を得ている。同年7月19日の禁門の変に参戦。12月の行軍録にも旗役として名を連ねるが、慶応3年（1867年）6月以前に離隊している。以後の消息は不明。